# 周恩来之死
1976年1月8日上午9时57分，中国共产党和中华人民共和国主要创始人和领导人之一，时任中共中央副主席、国务院总理、全国政协主席的周恩来因膀胱癌病逝于北京三〇五医院，享年78岁。

## 晚年病情

### 1972年
1972年5月12日，保健医生例行对周恩来做每月一次的尿液常规检查时，发现显微镜中红细胞数目偏多。5月18日，经吴阶平、虞颂庭、熊汝成、于惠元、吴德诚等多位泌尿外科专家会诊，确定为“膀胱移行上皮细胞癌”:295。吴阶平等人随即将周恩来病情上报，希望早日治疗:301。但中共中央主席毛泽东通过中共中央办公厅主任汪东兴向他们做出四条指示：第一要保密，不要告诉总理和邓大姐；第二、不要检查；第三、不要开刀；第四、要加强营养和护理。对怎样治疗，毛泽东说：“开刀容易扩散，有危险，是否可通过中医的方法，用中药来控制病情。”并且这样解释：“你们外科医生动不动就开刀，开一个死一个，陈老总不是开刀死了吗？谢富治不是也开刀死了吗？:2586-2587”

### 1973年
1973年1月5日，因治疗一再延误，周恩来大量尿血。1月13日早上，周恩来尿血，整个抽水马桶的水都变成红色。吴阶平等人再次上报汪东兴要求进行检查和手术，同时将病情告知邓颖超:305-306。但直到3月10日周恩来入住玉泉山，才得以进行膀胱镜检查:321。检查时，医疗组违反毛泽东指示，使用电灼术烧掉了膀胱黏膜表面的肿瘤，此次手术治疗效果较好，尿液很快恢复正常，然而术后本应一周进行两次的化疗未能按照预定方案进行:306-307。10月下旬，周恩来再次大量尿血，但因批林批孔运动等政治上的影响，没有得到及时的治疗。

### 1974年
1974年初病情加重，3月上旬起每日尿血达一百多毫升。1974年3月12日，医疗组对周恩来进行第二次膀胱镜检查，并进行了电灼术治疗，但效果极不理想，很快尿血复发。依据中共中央政治局指示，之后一直进行保守的药物和输血治疗。期间周恩来膀胱内蓄积大量血液，凝结成血块，阻塞尿道内口，痛苦异常:321-322。5月上旬，尿液病理化验发现脱落的膀胱乳头状癌组织块，随后吴阶平等人再次要求中央领导人接见，尽早采取手术治疗:323。
1974年6月1日，周恩来入住解放军三〇五医院，接受外科手术治疗，进行了第一次膀胱癌切除手术，病情有所好转:334。8月7日-8日，尿血增加，病情出现反复，诊断为癌症转移。经与医疗组商定，中共中央政治局同意，进行膀胱镜检查并再次实施大手术，手术后，病情较平稳，起居亦可自理。12月前，医疗组即发现周恩来患结肠癌，但因周前往长沙向毛泽东汇报四届全国人大筹备工作，治疗被推迟:334。

### 1975年
1975年3月6日、18日的肠胃检查发现，周恩来的大肠内接近肝部有一个核桃大的肿瘤，医疗组决定为其实施结肠癌手术。26日，由曾宪九主刀先做了右半结肠切除，又进行了膀胱癌电灼术，术后周恩来的身体明显虚弱:346。
1975年7月1日，周恩来与部分身边工作人员合影后说：“我这是最后一次同你们合影，希望你们以后不要在我脸上打××”。8-9月间，周恩来的尿病理化验显示并发鳞状细胞癌。9月20日，施行大手术。当日，邓小平、张春桥、李先念、汪东兴和邓颖超等在医院守候，进入手术室时，周恩来大声喊道：“我是忠于党、忠于人民的！我不是投降派！”。手术过程中，医生发现癌细胞已扩散至全身， 无法医治。邓小平当即指示医疗组尽一切努力，“减少痛苦，延长生命”。10月下旬后，周恩来基本处于卧病不起状态，在床上解决大小便，进食靠鼻饲。大剂量的广谱抗生素使用使得肠道菌群失调，引起腹泻，进而发生全身性霉菌病，高热不退，心脏和肾脏功能衰竭:358。
1975年11月中旬，汪东兴和纪登奎在人民大会堂福建厅召开小范围会议，参加会议的有时任中共中央组织部部长的郭玉峰和副部长郑屏年，以及在中共中央办公厅秘书局任职的周启才。会议内容是根据中央指示，提前准备周恩来的后事，之后周启才起草了讣告和悼词。

### 1976年
1976年1月1日，周恩来已经生命垂危，长时间处于昏睡状态。清醒时，从广播中听到新发表的毛泽东一九六五年所作两首词《水调歌头·重上井冈山》和《念奴娇·鸟儿问答》，示意工作人员买来诗词本，并听读这两首词。读后，要求将诗词本放置枕边。此外，周恩来还让身边工作人员一直播放越剧《红楼梦》中“黛玉葬花”和“宝玉哭灵”这两首曲子。
1976年1月5日凌晨，因肠道麻痹导致腹部肿胀、无法排便:359，周恩来进行了最后一次治疗手术（结肠造瘘术），邓小平、李先念、汪东兴等前来看望、守候。下午至夜间，在京大部分中共中央政治局成员接到周恩来病危通知，分批前往医院探望。1月7日，周恩来进入昏迷状态，医生以输氧、鼻饲等方法延续周恩来的生命，当晚11时，周恩来已处于弥留之际，微睁双眼，辨认出面前的吴阶平等人，声音微弱地说：“我这里没有什么事了，你们还是去照顾别的生病的同志，那里更需要你们……”。这是周恩来生前说的最后的话。

## 逝世与纪念活动

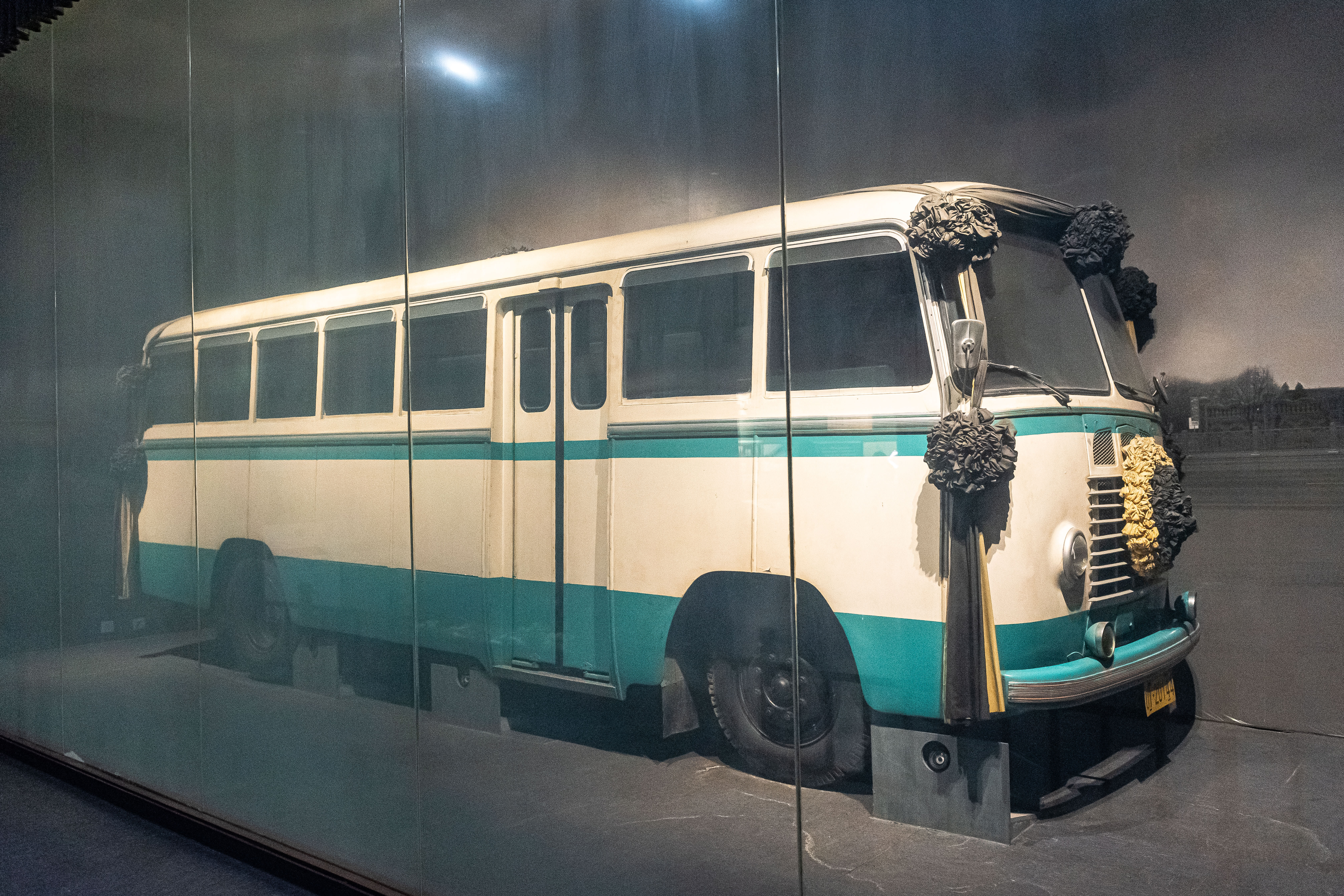
周恩来的灵车自2016年1月8日起在淮安周恩来纪念馆“情歸廳”展出至今

1976年1月8日上午9時57分，周恩来因膀胱癌于北京三〇五医院逝世，享年78岁。邓颖超和在京的中央政治局成员赶赴医院进行遗体告别并安排后事。“邓小平声音颤抖，叶剑英哭红了眼睛，拉着邓颖超的手久久不放。李先念、陈永贵、苏振华等已走不动路了，好多人眼睛都哭肿了，而江青等人马上转身就离开了”。下午，中央政治局开会拟定了请示报告、讣告、治丧委员会名单，送毛泽东批示，9日凌晨1时，毛泽东批示同意。
周恩來的遗体于8日中午送至北京医院，并根据生前遗愿进行解剖，发现各个主要的脏器都有癌瘤转移。之后由北京饭店的理发师朱殿华为周恩来理发，深夜11点钟，经过理发、穿衣、整容及化妆之后的周恩来遗体被安放在北京医院的太平间里。新华社、中央电视台、中央新闻纪录电影制片厂的记者们纷纷赶到医院拍摄镜头，直到后半夜才结束:383。
1月9日凌晨4时12分，中央人民广播电台提前开机，广播中共中央、全国人大常委会、国务院发布的周恩来逝世的讣告，宣布成立由毛泽东、王洪文、叶剑英、邓小平、朱德等一百零七人组成的周恩来同志治丧委员会。自9日至15日，首都天安门、新华门、劳动人民文化宫、外交部下半旗志哀。街上「差不多每個人的臉上都很沉重」，列車中「軍人們捶胸痛哭」，機關、公寓、學校裡人們在默默地流淚，「到處有人哽咽」:1-13。
1月10日，中共中央、国务院发出通知，决定北京和全国隆重追悼周恩来。10日和11日，党和国家领导人以及群众代表一万多人，前往北京医院向周恩来的遗体告别。朱德、叶剑英、邓小平、宋庆龄、王洪文、江青、张春桥、姚文元等在周恩来遗体前静默致哀。江青在遗体告别时未脱帽，引起了在场和观看录像的人们的强烈不满。与此同时，在北京医院门前聚集了许多自发赶来参加告别活动的群众，希望瞻仰周恩来的遗容，表达他们哀痛的心情。
1月11日下午，周恩來遺體送往北京八寶山革命公墓火化，北京百萬群眾自發聚集在天安門東西長安街兩側，在嚴寒中送別周恩來靈車:447。1月11日下午4点起灵。周恩來遺體由王洪文、汪东兴、邓颖超以及治丧委员会工作人员、周恩来生前好友等护送，从北京医院出发，经由台基厂大街、长安街送往八寶山革命公墓，民众自发地聚集在道路兩边送別周恩來靈車，灵车所到之处，哭声四起，连绵不绝，气氛悲痛至极，即著名的“十里长街送总理”。下午18时05分车队到达八寶山革命公墓，周恩来的遗体安放在第二告别室（八宝山殡仪馆东礼堂），邓颖超悲痛地向周恩来告别：“恩来，我来了。永别了，让我最后看你一眼吧！这些时候，我一直没有大哭过，现在，我要大哭一场了”，痛哭失声，在场的许多人也放声大哭起来。之后遗体火化，由周恩来生前的警卫张树迎、高振普捧骨灰乘车前往劳动人民文化宫安放。
1月12日下午，中共中央政治局举行会议，讨论悼词和追悼大会相关事项，张春桥提议由叶剑英在周恩来追悼会上致悼词，遭到叶剑英反对。叶剑英提议由邓小平致悼词，得到与会绝大多数政治局委员同意。
1月12日至14日，首都各界群众四万多人在劳动人民文化宫举行隆重吊唁仪式，吊唁仪式之后，周恩来的骨灰转至人民大会堂台湾厅内。吊唁期间，各界人士自发或有组织地举行各种形式的悼念活动，缅怀周恩来，寄托自己的哀思。天安门广场中央镌刻有周恩来手书碑文的人民英雄纪念碑，成为追悼、怀念周恩来的主要场地。几天内，纪念碑周围放满花圈，四面松墙上也都缀满了白花。类似的悼念活动，在上海、天津、武汉、西安、南京、重庆、南昌、广州及全国其它大中城市也相继出现，并不断发展、扩大。
1月14日下午，工作人員向毛澤東念中央送審之周恩來追悼大會上之悼詞稿，毛泽东失聲痛哭:447。毛泽东已经病得十分严重，无法参加追悼大会。
1月15日，全国下半旗志哀，停止一切娱乐活动。下午，周恩来的追悼会在天安門广场人民大会堂召开，时任中共中央副主席和国务院副总理的邓小平主持追悼会并致悼词，整个会议气氛极其悲伤和庄严肅穆。周恩来去世后，遵其遗嘱，遗体被火化，并不保留骨灰，骨灰由邓颖超交由郭玉峰、罗青长、张树迎、高振普四人乘坐安-2运输机撒到北京长城、密云水库、天津海河入海口及山东滨州渤海黄河入海口。
周恩来逝世后，共有一百三十多个国家和政党的领导人先后发来唁电、唁函，向中国党和政府表示深切的哀悼，对周恩来为中国、为世界所做出的巨大贡献，表示深深的敬意。与此同时，联合国安全理事会召开的会议上，由大会主席提议，全体代表起立，向周恩来默哀。联合国亦下半旗志哀。

## 后续事件
中国社会上自“文化大革命”以来积聚压抑已久的不满和反抗迅速聚集在悼念周恩来的旗帜下，以“悼周、拥邓、讨江、射毛”的方式表现出来，而毛泽东在报送的一份动态反映上批了六个字：“悼念虚，复辟实”。“四人帮”控制的宣传部门遂刻意低调处理周恩来的身后事，姚文元要求不准报道北京民众对周恩来的悼念活动，又开始逮捕部分在天安门广场悼念的群众。3月25日，文汇报头版出现“党内那个走资派要把被打倒的至今不肯改悔的走资派扶上台”的报道，被普遍理解为影射“周恩来要把邓小平扶上台”。几天后，南京的学生、工人首先上街抗议，“把赫鲁晓夫式的野心家、阴谋家、两面派的张春桥揪出来示众！”、“誰反對周總理就打倒誰！”、“揪出《文匯報》黑後臺！”等标语出现在南京街头和开往北京的列车上:727。随即，全国许多城市也出现类似情况。4月4日清明节，北京民众为纪念周恩来自发到天安门广场集合，发表演讲和用诗歌悼念病逝的周恩来，又暗地批评“四人帮”。同日晚上，中共中央政治局召开会议，会议认为有人借纪念周恩来搞反革命活动，又将矛头指向事实上已被剥夺权力的邓小平。在得到毛泽东的批准下决定对天安门广场进行清场。最终在4月5日凌晨天安门广场爆发警民冲突，即“四五运动”，这导致邓小平再次被打倒。